# Vittorio Visini

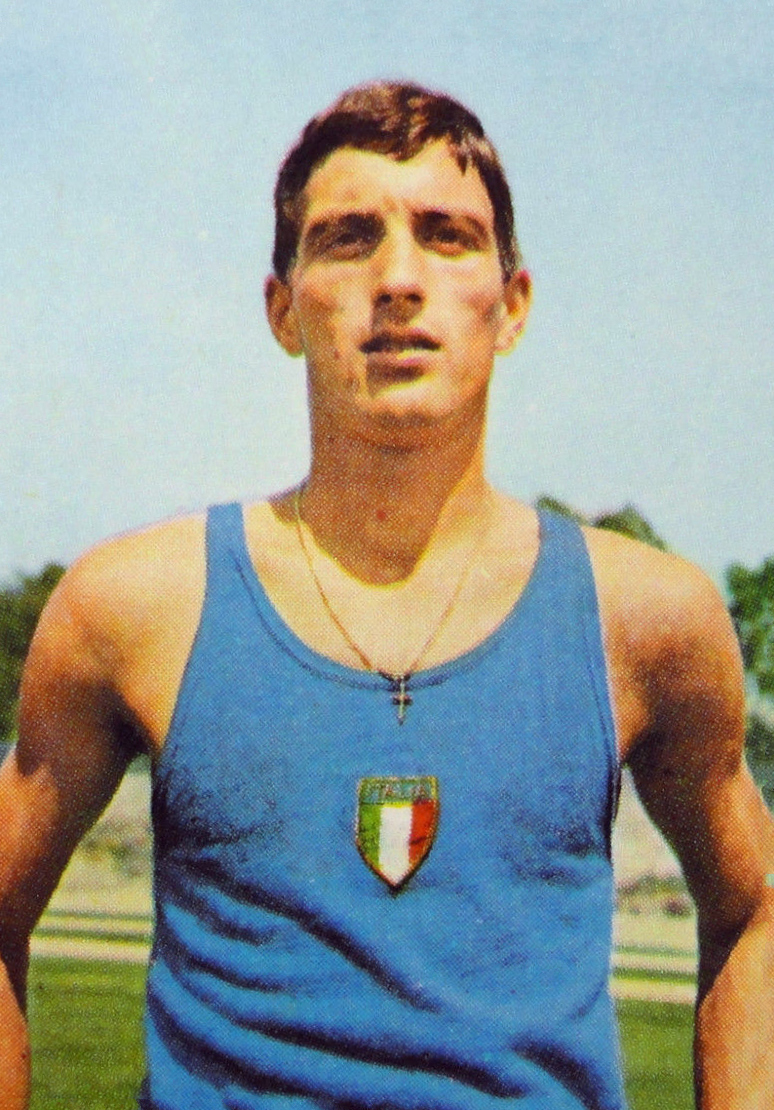
Vittorio Visini

Vittorio Visini (* 25. Mai 1945 in Chieti) ist ein ehemaliger italienischer Geher.
Im 50-km-Gehen wurde er bei den Leichtathletik-Europameisterschaften 1966 in Budapest Achter und siegte bei den Mittelmeerspielen 1967. Bei den Olympischen Spielen 1968 in Mexiko-Stadt wurde er Sechster, und bei den Europameisterschaften 1969 in Athen erreichte er nicht das Ziel. 1971 kam er bei den Europameisterschaften in Helsinki auf den 15. Platz und gewann Silber bei den Mittelmeerspielen.
Bei den Olympischen Spielen 1972 in München wurde er Achter im 20-km-Gehen und Siebter im 50-km-Gehen.
1974 wurde er bei den Europameisterschaften in Rom Vierter im 50-km-Gehen und erreichte im 20-km-Gehen nicht das Ziel.
Bei den Olympischen Spielen 1976 in Montreal wurde er Achter im 20-km-Gehen und bei den Europameisterschaften 1978 in Prag Sechster im 50-km-Gehen.

## Persönliche Bestzeiten
- 20 km Gehen: 1:25:49 h, 1981
- 50 km Gehen: 3:56:04 h, 1978